# بخش تونگ یانگ دنگ
بخش تونگ یانگ دنگ (به تایلندی: ทุ่งยางแดง) بخشی از استان پاتانی تایلند است.این بخش دارای ۴ دهستان به شرح زیر است:
| شماره. | نام      | تایلندی    | تعداد روستا | جمعیت |  |
| ------ | -------- | ---------- | ----------- | ----- |  |
| ۱.     | تالومینا | ตะโละแมะนา | ۴           | ۲٬۹۸۳ |  |
| ۲.     | فایتن    | พิเทน       | ۷           | ۷٬۴۸۱ |  |
| ۳.     | نام دام  | น้ำดำ       | ۴           | ۳٬۱۲۲ |  |
| ۴.     | پاکو     | ปากู        | ۷           | ۶٬۶۱۷ |  |